# Função eta de Dirichlet
Em matemática, na área de teoria analítica dos números, a função eta de Dirichlet é definida como
{\displaystyle \eta (s)=\left(1-2^{1-s}\right)\zeta (s)}
onde ζ é a função zeta de Riemann. No entanto, ela também pode ser utilizada para definir a função zeta. Ela possui uma expansão da Série de Dirichlet, válida para qualquer número complexo s com parte real positiva, dada por
{\displaystyle \eta (s)=\sum _{n=1}^{\infty }{(-1)^{n-1} \over n^{s}}.}
Enquanto esta converge apenas para s com parte real positiva, ela é uma somável no sentido de Abel para qualquer número complexo, que serve para definir a função eta como uma função inteira e mostra que a função zeta é meromorfa com um pólo simples em s = 1.

## Valores particulares
- η(0) = 1⁄2, a soma de Abel da série de Grandi 1 − 1 + 1 − 1 + · · ·.
- η(−1) = 1⁄4, a soma de Abel de 1 − 2 + 3 − 4 + · · ·.
- Para k um inteiro > 1, se Bk é o k-ésimo número de Bernoulli então
{\displaystyle \eta (1-k)={\frac {2^{k}-1}{k}}B_{k}.}

E também:
{\displaystyle \!\ \eta (1)=\ln 2}, esta é a série harmônica alternada.
{\displaystyle \eta (2)={\pi ^{2} \over 12}}
{\displaystyle \eta (4)={{7\pi ^{4}} \over 720}}
{\displaystyle \eta (6)={{31\pi ^{6}} \over 30240}}
{\displaystyle \eta (8)={{127\pi ^{8}} \over 1209600}}
{\displaystyle \eta (10)={{73\pi ^{10}} \over 6842880}}
{\displaystyle \eta (12)={{61499\pi ^{12}} \over {56855407305}}}